# Cynaeda gigantea
Cynaeda gigantea là một loài bướm đêm trong họ Crambidae.